# Gaia (interface utilisateur)

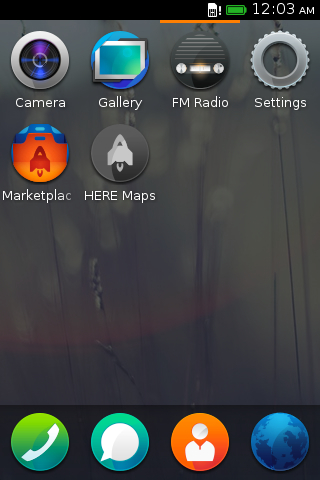
L'apparence de Firefox OS en octobre 2012

Gaia est une interface utilisateur, développée par Mozilla pour fonctionner avec leur propre système d'exploitation appelé Firefox OS (anciennement Boot to Gecko).
Entièrement conçue avec des technologies web standard telles que HTML, CSS et JavaScript, Gaia gère tout ce qui est affiché à l'écran après le démarrage de l'appareil. Elle comprend des applications essentielles comme l'écran de verrouillage, l'écran d'accueil, le composeur téléphonique, la messagerie SMS, le navigateur web, la galerie de photos, l'application caméra, le lecteur multimédia, le gestionnaire d'applications, les paramètres, une bibliothèque de widgets et un magasin d'applications. Cette approche permet aux développeurs web de créer et de modifier facilement l'interface et les applications de Firefox OS en utilisant des technologies web familières.

## Histoire
Son développement a débuté en 2011 sous le nom de code "Boot to Gecko" (B2G), avec pour objectif de créer un système d'exploitation mobile entièrement basé sur des technologies web ouvertes telles que HTML5, CSS et JavaScript. Gaia, en tant que couche supérieure de cette architecture, gérait l'ensemble de l'interface utilisateur, y compris l'écran d'accueil, le composeur téléphonique, la messagerie et d'autres applications essentielles.
Le projet a été officiellement annoncé en 2012, et les premiers appareils équipés de Firefox OS sont apparus sur le marché en 2013. Malgré un certain engouement initial, notamment en raison de son approche ouverte et de son orientation vers les marchés émergents, Firefox OS n'a pas réussi à s'imposer face à la concurrence d'Android et d'iOS. En 2015, Mozilla a annoncé l'arrêt du développement et de la commercialisation de smartphones sous Firefox OS. Le projet a ensuite été transféré à la communauté sous le nom de B2G OS,, mais n'a pas réussi à maintenir une dynamique suffisante. Cependant, des dérivés tels que KaiOS, basé sur Firefox OS, ont trouvé un certain succès sur des téléphones mobiles basiques.

## Applications intégrées[1]
- Bureau
- Clavier virtuel
- Écran de verrouillage
- Écran de composition de numéro
- Application SMS
- Navigateur web
- Galerie (pour les images)
- Application caméra
- Lecteur multimédia
- Gestionnaire d'applications
- Paramètres
- Bibliothèque de widgets
- Magasin d'applications
- Lecteur de livres numériques